# Chesterland
Chesterland és una concentració de població designada pel cens dels Estats Units a l'estat d'Ohio. Segons el cens del 2000 tenia 2.646 habitants.

## Demografia
Segons el cens del 2000, Chesterland tenia 2.646 habitants, 1.015 habitatges, i 760 famílies. La densitat de població era de 232,2 habitants/km².
Dels 1.015 habitatges en un 28,9% hi vivien nens de menys de 18 anys, en un 62,2% hi vivien parelles casades, en un 9,5% dones solteres, i en un 25,1% no eren unitats familiars. En el 22,2% dels habitatges hi vivien persones soles el 9,7% de les quals corresponia a persones de 65 anys o més que vivien soles. El nombre mitjà de persones vivint en cada habitatge era de 2,57 i el nombre mitjà de persones que vivien en cada família era de 3,01.
Per edats la població es repartia de la següent manera: un 22,8% tenia menys de 18 anys, un 4,1% entre 18 i 24, un 27,1% entre 25 i 44, un 27,8% de 45 a 60 i un 18,2% 65 anys o més.
L'edat mediana era de 43 anys. Per cada 100 dones de 18 o més anys hi havia 92,6 homes.
La renda mediana per habitatge era de 55.781 $ i la renda mediana per família de 62.917 $. Els homes tenien una renda mediana de 46.490 $ mentre que les dones 33.079 $. La renda per capita de la població era de 26.168 $. Aproximadament el 3,2% de les famílies i el 3,2% de la població estaven per davall del llindar de pobresa.

## Poblacions més properes
El següent diagrama mostra les poblacions més properes.